# Robert F. Kennedy ml.
Robert Francis Kennedy mlajši, poznan tudi kot RFK ml., ameriški pisatelj, okoljski pravnik in politik,  * 17. januar 1954, Washington, D.C., Združene države Amerike.
Bil je kandidat za predsednika Združenih držav Amerike na predsedniških volitvah 2024. Kandidaturo je napovedal 5. aprila 2023 in se sprva potegoval za nominacijo Demokratske stranke, nato pa 9. oktobra 2023 to kandidaturo umaknil in napovedal samostojno kandidaturo za predsednika. 23. avgusta je umaknil kandidaturo in podprl Donalda Trumpa.
Od leta 2005 Kennedy promovira dezinformacije o cepivih in teorije zarot v povezavi z javnim zdravjem, med drugim tudi znanstveno ovrženo trditev o povezavi avtizma s cepljenjem. Po začetku pandemije covida-19 je postal en izmed vodilnih širiteljev dezinformacij o covid-19 cepivih v ZDA.
14. novembra je novoizvoljeni ameriški predsednik Donald Trump oznanil, da bo Kennedy v novi administraciji vodil zdravstveno ministrstvo.

## Mladost in izobrazba
Kennedy je tretji od enajstih otrok senatorja in državnega tožilca Roberta F. Kennedyja in nečak v atentatu ubitega ameriškega predsednika Johna F. Kennedyja. Obiskoval je jezuitski internat Georgetown Preparatory School. Po očetovi smrti je živel pri nadomestni družini v Massachusettsu, zaradi uživanja mamil pa je bil izključen iz dveh internatov. Diplomiral je leta 1972 na dnevni šoli Palfrey Street School v Massachusettsu. Izobraževanje je nadaljeval na Univerzi Harvard, kjer je leta 1976 diplomiral iz ameriške zgodovine in literature. Nato je študiral na Londonska šoli za ekonomske in politične vede, preden je pridobi še doktorat prava na Pravni fakulteti Univerze v Virginiji in leta 1987 magisterij iz prava na Univerzi Pace.

## Kariera
Leta 1991 je pomagal voditi kampanjo za preprečitev velike hidroelektrarne, velikega projekta jezu v severnem Québecu.
Leta 1997 je imel Kennedy vodilno vlogo pri enem najpomembnejših dosežkov organizacije Riverkeeper, pogajanjih o Memorandumu o sporazumu glede povodja mesta New York, s katerim so zaščitili kakovost pitne vode v mestu. Leta 1999 je ustanovil Waterkeeper Alliance, mednarodno mrežo okoljskih organizacij in skupnost zagovornikov čiste vode.
Leta 2005 se je Kennedy spopadel z nacionalnimi okoljskimi skupinami zaradi svojega nasprotovanja projektu Cape Wind, predlagani vetrni elektrarni na morju ob obali v Nantucket Soundu. Skoraj 20 let je vodil proteste in gibanja proti onesnaževanju s tovarniškimi kmetijami. Sklical je mnoga srečanja in tiskovne konference, in tožil nekatere kmetije. Je zagovornik globalnega prehoda od fosilnih goriv k obnovljivim virom energije. Posebej kritičen je bil do naftne industrije. V enem od svojih prvih okoljskih primerov je vložil tožbo proti podjetju Mobil Oil zaradi onesnaževanja Hudsona.
Od leta 2005 promovira nasprotovanje cepljenju. Je predsednik organizacije Children's Health Defense, skupine nasprotnikov cepljenja, ki se ji je pridružil leta 2015. Med pandemijo COVID 19 je promoviral več teorij, vključno s trditvami, da sta tako Anthony Fauci kot fundacija Bill & Melinda Gates poskušala zaslužiti s cepivom proti COVID 19. Novembra 2021 je izdal knjigo The Real Anthony Fauci, v kateri trdi, da se je Fauci zarotil z Billom Gatesom in družbenimi mediji, kot je Facebook, naj zatrejo vse informacije o zdravilih za COVID 19, ter pustijo cepiva kot edino možnost za boj proti pandemiji.

## Politika
3. marca 2023 je v govoru v zvezni državi New Hampshire prvič omenil, da razmišlja o kandidaturi za predsednika. 5. aprila 2023 je nato uradno vložil kandidaturo za nominacijo Demokratske stranke na ameriških predsedniških volitvah 2024. 9. oktobra 2023 je odstopil od kandidature za demokratsko nominacijo in napovedal, da se bo potegoval za predsedniško funkcijo kot neodvisni kandidat. Odločitev je sprejel, ker je spoznal, da na primarnih volitvah nima realnih možnosti za nominacijo matične stranke, ki je bolj naklonjena Joeu Bidenu. 26. marca 2024 je za svojo podpredsedniško kandidatko oznanil odvetnico Nicole Shanahan.
23. avgusta 2024 je Kennedy na konferenci v Phoenixu zaključil predsedniško kampanjo, oznanil, da umika kandidaturo v desetih ključnih zveznih državah, in podprl Donalda Trumpa. V dolgem nagovoru državljanom je poudaril, da je Demokratska stranka postala »stranka vojn, cenzure, korupcije in big-pharme«, oster je bil do kandidatke Kamale Harris in spomnil, da od vstopa v predvolilno kampanjo še ni imela intervjuja ali odprtega medijskega nastopa, obsodil je tudi blokado s strani medijev. Istega dne se je kot poseben gost pridružil Trumpu na predvolilnem zborovanju v Arizoni. Pred tem obratom je Kennedy izjavil, da se »pod nobenim pogojem« ne bi pridružil Trumpu, in ga opisoval kot »groznega človeka«, »diskreditacijo demokracije« in »verjetno sociopata«.
Kennedy je nasprotnik ameriške pomoči Ukrajini, ki jo je napadla Rusija. Rusko invazijo je sicer obsodil, a jo je poimenoval »vojna ZDA proti Rusiji«. Želi prepovedati vstop Ukrajine v NATO, hkrati pa je izjavil, da bi kot predsednik ZDA razmislil o vstopu Rusije vanj in o otoplitvi odnosov s Kitajsko. Promoviral je ruske narative, da je ukrajinska revolucija dostojanstva bila »ameriško podprt državni udar«, da je Ukrajina izvajala grozote nad Rusi v Donbasu in lažno navajal približno 14.000 umrlih v vojni v Donbasu kot Ruse.
14. novembra 2024 ga je Trump uradno oznanil za kandidata za vodenje Ministrstva za zdravstvo in socialne zadeve.

## Zasebno življenje
Kennedy je bil poročen z Emily Ruth Black od leta 1982 do ločitve leta 1994. Z Mary Richardson je bil nato poročen od leta 1994 do njene smrti leta 2012. Ima šest otrok. Po religiji je rimokatolik.